# 두바이 월드

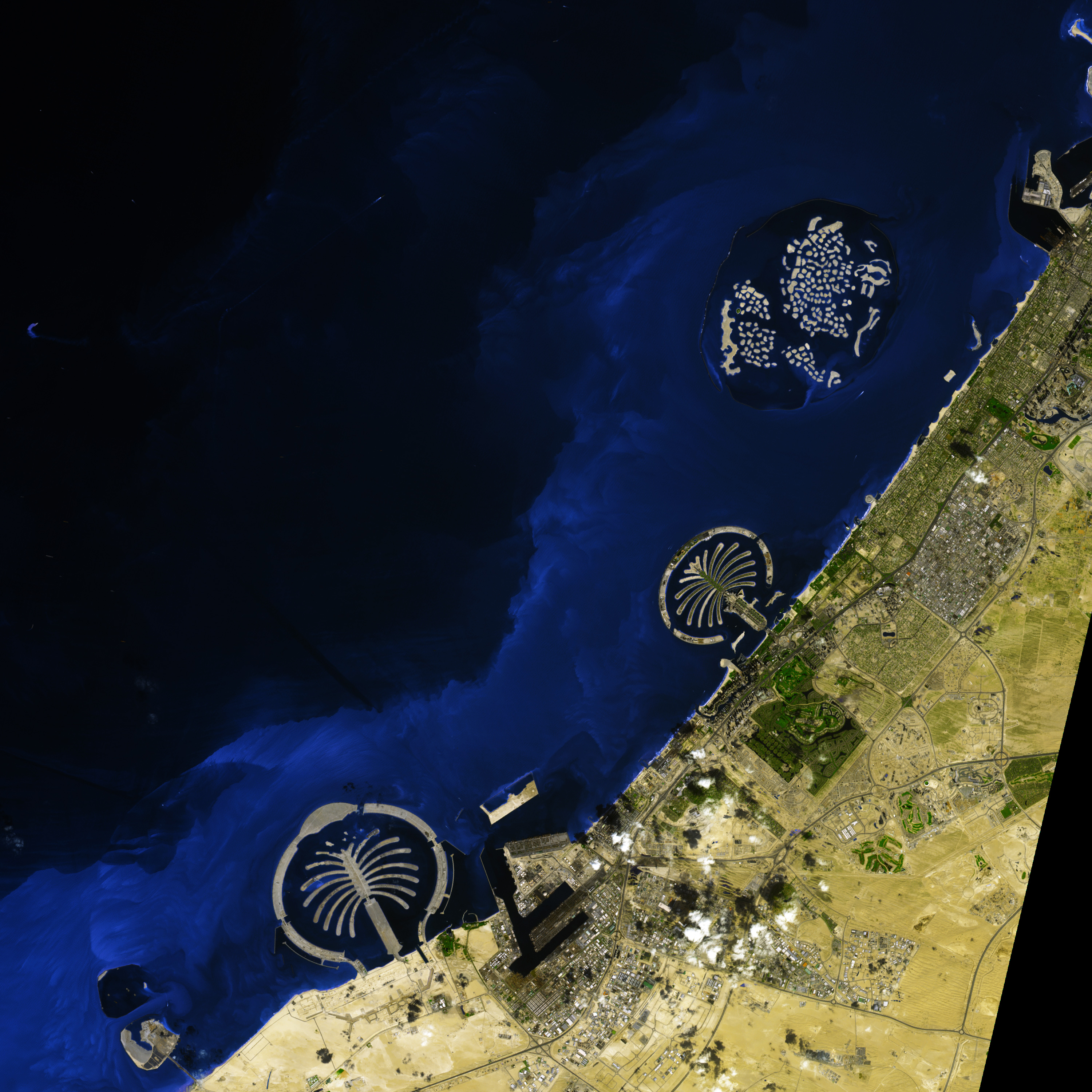

두바이 월드(아랍어: دبي العالمية)는 (1) 다양한 산업 분야에 있어서 두바이 정부의 비즈니스 및 프로젝트의 포트폴리오와 (2) 두바이를 상업과 무역의 중심지로 홍보하는 프로젝트를 관리하고 감독하는 투자 회사이다. 두바이 월드는 글로벌 투자계에 있어서 국적기(國籍機)와 같은 존재이며, 두바이 경제계에서 중요한 역할을 하고 있다. 이 회사의 자산 중에는 미국의 6개의 주요 항만을 인수하려 시도한 폭풍우를 일으킨 DP 월드, 나킬(Nakheel)과 그의 자회사 (팜 아일랜드와 더 월드를 지은 회사이다), 이스티마 월드(Istithmar World) 및 투자회사가 포함된다. 술탄 아흐메드 빈 슐라옘이 회장을 맡고 있다.
2006년 7월에 주식회사로 설립되었다. 2009년 기준으로, 세계 12개국 30개 도시로 영업소가 있었다.
11월 25일, 두바이 정부는 두바이 월드의 채무 지급 유예를 선언하였다.